# Badminton 1949
Höhepunkte des Badmintonjahres 1949 waren die All England, die Denmark Open, die Irish Open, die Scottish Open und die French Open. Erstmals wurde der Thomas Cup ausgetragen, den Malaya gewinnen konnte. In Belgien, Burma und auf den Philippinen wurden erstmals nationale Titelkämpfe ausgetragen.
==Internationale Veranstaltungen ==
| Veranstaltung | Herreneinzel     | Dameneinzel           | Herrendoppel                  | Damendoppel                  | Mixed                              |
| ------------- | ---------------- | --------------------- | ----------------------------- | ---------------------------- | ---------------------------------- |
| All England   | David G. Freeman | Aase Schiøtt Jacobsen | Ooi Teik Hock Teoh Seng Khoon | Betty Uber Queenie Allen     | Clinton Stephens Patricia Stephens |
| Denmark Open  | David G. Freeman | Tonny Ahm             | Ooi Teik Hock Teoh Seng Khoon | Tonny Ahm Kirsten Thorndahl  | Chan Kon Leong Tonny Ahm           |
| French Open   | David Choong     | Anne Lehmeier         | Foo Sun Lau Yat Sun Lau       | Mavis Henderson Audrey Stone | David Choong Anne Lehmeier         |
| Malaysia Open | Wong Peng Soon   | Helen Heng            | Chan Kon Leong Yeoh Teck Chye | Amy Choong Cheah Kooi San    | Eddy Choong Amy Choong             |